# Wiemelsberger Steine
Das Ganggrab Wiemelsberger Steine (auch Ueffeln 1 genannt) ist ein neolithisches Ganggrab mit der Sprockhoff-Nr. 897. Es entstand zwischen 3500 und 2800 v. Chr. und ist eine Megalithanlage der Trichterbecherkultur (TBK). Neolithische Monumente sind Ausdruck der Kultur und Ideologie neolithischer Gesellschaften. Ihre Entstehung und Funktion gelten als Kennzeichen der sozialen Entwicklung.
Die Wiemelsberger Steine befinden sich am Nordrand des Wiemelsberges in Ueffeln-Balkum, einem Ortsteil von Bramsche im Landkreis Osnabrück in Niedersachsen.

## Beschreibung

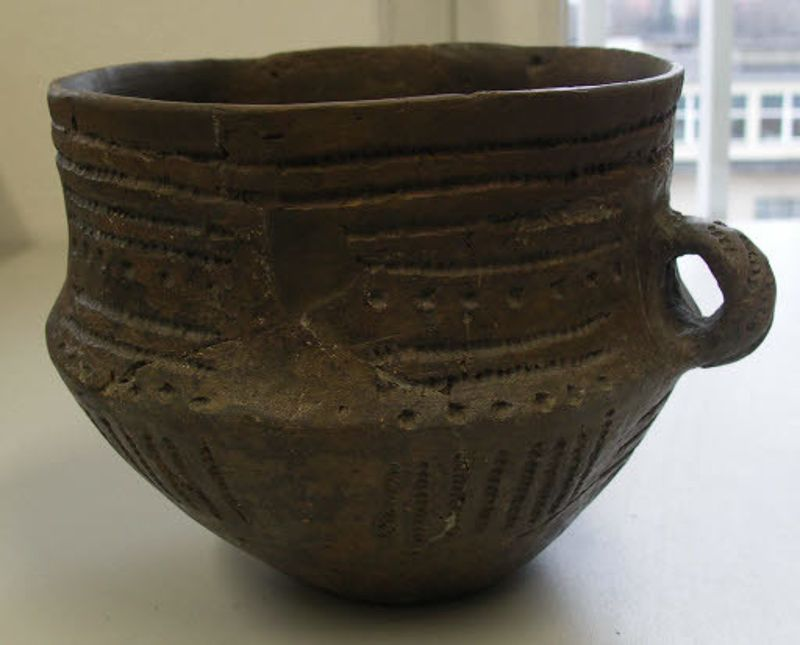
Tasse der Trichterbecherkultur aus dem Großsteingrab Wiemelsberger Steine

Die Anlage besteht nur aus der Ost-West orientierten Steinkammer, die allerdings gut erhalten ist. Alle 12 Trag- und beide Schlusssteine stehen in situ. Auch alle sechs Decksteine sind erhalten, vier davon in situ. Die Anlage hat eine Länge von 10,5 Meter und eine vergleichsweise große Breite von 3,3 Meter. Zu erkennen ist auch noch der Zugang, auf der Südseite mit den zweifach abgeflachten Steinen und die Reste des Hügels. 1807 erfolgte eine Grabung im Auftrag des Grafen Georg zu Münster (1776–1844). Die Funde der Trichterbecherkultur (Bernsteinperlen, Keramik und Steingeräte) werden im Landesmuseum Hannover aufbewahrt. 
In alten Berichten wird von einem weiteren Großsteingrab im so genannten Büdenfelde beim Ueffelner Friedhof berichtet, das noch aus zehn Tragsteinen, sieben Decksteinen und einer Einfassung bestanden haben soll. Ernst Sprockhoff konnte sich nicht dazu entschließen, den 3,3 × 2,8 × 1,7 Meter messenden Findling der heute Matthiesings Opferstein heißt, als den Rest dieses Grabes anzuerkennen. Der wirkliche Standort dieses im 19. Jahrhundert zerstörten Großsteingrabes konnte 1978 bei Vermessungsarbeiten 1,5 Kilometer nördlich von Ueffeln wiedergefunden werden. Etwa 900 Meter südwestlich liegen im Ackerland (östlich der Straße nach Mettingen) die kümmerlichen Reste einer kleinen Steinkammer (Sprockhoff-Nr. 897), von der nur ein Endstück intakt geblieben ist.